# Lukas Vasiliu
Lukas Alexander Vasiliu (* 18. November 2004) ist ein deutscher Basketballspieler.

## Werdegang
Vasiliu spielte im Nachwuchs des VfL AstroStars Bochum, 2019 wechselte er zur SG ART Giants Düsseldorf und verbrachte hernach eine Saison in der U19-Mannschaft von Phoenix Hagen. Im Spieljahr 2023/24 war Vasiliu Mitglied der Regionalliga-Mannschaft des SV Hagen-Haspe 70.
In der Sommerpause 2024 kam er nach Bochum zurück und erhielt ein Zweitspielrecht für den Regionalligisten Citybasket Recklinghausen. Seinen Einstand bei den Bochumern in der 2. Bundesliga ProA gab er Anfang Dezember 2024. Vasiliu erzielte in diesem Spiel 13 Punkte.